# Convention constitutionnelle d'Irlande du Nord
 (mars 2020).
La Convention constitutionnelle d'Irlande du Nord (en anglais : Northern Ireland Constitutional Convention, NICC) est un organe électif créé en 1975 par le gouvernement travailliste du Royaume-Uni de Harold Wilson pour tenter de régler les problèmes constitutionnels liés au statut de l'Irlande du Nord.

## Formation
L'idée d'une convention constitutionnelle a été évoquée pour la première fois par le Bureau pour l'Irlande du Nord dans son livre blanc (The Northern Ireland Constitution), publié le 4 juillet 1974. Le document énonce des plans pour des élections pour un organe qui chercherait un accord sur un règlement politique pour l'Irlande du Nord. Les propositions sont devenues loi avec la promulgation du Northern Ireland Act 1974 plus tard dans le mois. Le Lord Chief Justice of Northern Ireland Robert Lowry est nommé pour présider le nouvel organe, des élections sont annoncées pour le 1er mai 1975.
Les élections ont lieu pour un corps de 78 membres en utilisant le système de vote unique transférable de représentation proportionnelle dans chacune des douze circonscriptions de Westminster en Irlande du Nord. Initialement, l'organe doit être purement consultatif, bien que l'on espère que des fonctions exécutives et législatives puissent être dévolues au NICC une fois qu'un accord inter communautaire soit conclu.

## Résultats des élections
| 19  | 17   | 14       | 12  | 8    | 5    | 3   |
| UUP | SDLP | Vanguard | DUP | APNI | UPNI | Aut |

Les cercles noirs indiquent les membres du United Union Unionist Council (UUUC)

Les unionistes opposés au NICC se sont à nouveau regroupés sous l'égide du United Ulster Unionist Council (UUUC) et cette coalition s'est avérée la plus réussie, avec 46 sièges.
| United Ulster Unionist Council (UUUC) |                                  |         |      |       |    |      |     |
|                                       | Ulster Unionist                  | 167,214 | 25.4 | -10.4 | 19 | 24.4 | -12 |
|                                       | DUP                              | 97,073  | 14.8 | +4.0  | 12 | 15.4 | +4  |
|                                       | Vanguard                         | 83,507  | 12.7 | +1.2  | 14 | 17.9 | +7  |
|                                       | Ind. Loyalist (UUUC)             | 5,687   | 0.9  | N/A   | 1  | 1.3  | +1  |
|                                       | Total UUUC                       | 353,481 | 53.8 | -4.3  | 46 | 59.0 | 0   |
| Non-UUUC                              |                                  |         |      |       |    |      |     |
|                                       | SDLP                             | 156,049 | 23.7 | +1.6  | 17 | 21.8 | -2  |
|                                       | Alliance                         | 64,657  | 9.8  | +0.6  | 8  | 10.3 | 0   |
|                                       | Unionist Party NI                | 50,891  | 7.7  | N/A   | 5  | 6.4  | +5  |
|                                       | [[Republican Clubs\|]]           | 14,515  | 2.2  | +0.4  | 0  | 0.0  | 0   |
|                                       | NI Labour                        | 9,102   | 1.4  | -1.2  | 1  | 1.3  | 0   |
|                                       | Independent Unionist             | 4,453   | 0.6  | -1.3  | 1  | 1.3  | 0   |
|                                       | UUP (non-UUUC)                   | 2,583   | 0.4  | N/A   | 0  | 0.0  | 0   |
|                                       | Indépendant                      | 2,052   | 0.3  | -0.3  | 0  | 0.0  | 0   |
|                                       | [[Communist Party of Ireland\|]] | 378     | 0.1  | +0.1  | 0  | 0.0  | 0   |
|                                       | Total                            | 658,161 |      |       | 78 |      |     |

### Résumé des votes
| \| Popular vote \| Popular vote \| Popular vote \| Popular vote \| Popular vote \| \| -------------------- \| -------------------- \| ------------ \| ------------ \| ------------ \| \| \| \| \| \| \| \| Ulster Unionist \| Ulster Unionist \| \| 25.4% \| 25.4% \| \| SDLP \| SDLP \| \| 23.7% \| 23.7% \| \| DUP \| DUP \| \| 14.8% \| 14.8% \| \| Vanguard \| Vanguard \| \| 12.7% \| 12.7% \| \| Alliance \| Alliance \| \| 9.8% \| 9.8% \| \| Unionist Party NI \| Unionist Party NI \| \| 7.7% \| 7.7% \| \| Republican Clubs \| Republican Clubs \| \| 2.2% \| 2.2% \| \| NI Labour \| NI Labour \| \| 1.4% \| 1.4% \| \| Ind. Loyalist (UUUC) \| Ind. Loyalist (UUUC) \| \| 0.9% \| 0.9% \| \| Other \| Other \| \| 1.4% \| 1.4% \| |                      |  |       |       |
| Popular vote |                      |  |       |       |
| |                      |  |       |       |
| Ulster Unionist | Ulster Unionist      |  | 25.4% | 25.4% |
| SDLP | SDLP                 |  | 23.7% | 23.7% |
| DUP | DUP                  |  | 14.8% | 14.8% |
| Vanguard | Vanguard             |  | 12.7% | 12.7% |
| Alliance | Alliance             |  | 9.8%  | 9.8%  |
| Unionist Party NI | Unionist Party NI    |  | 7.7%  | 7.7%  |
| Republican Clubs | Republican Clubs     |  | 2.2%  | 2.2%  |
| NI Labour | NI Labour            |  | 1.4%  | 1.4%  |
| Ind. Loyalist (UUUC) | Ind. Loyalist (UUUC) |  | 0.9%  | 0.9%  |
| Other | Other                |  | 1.4%  | 1.4%  |

### Résumé des sièges
| \| Parliamentary seats \| Parliamentary seats \| Parliamentary seats \| Parliamentary seats \| Parliamentary seats \| \| -------------------- \| -------------------- \| ------------------- \| ------------------- \| ------------------- \| \| \| \| \| \| \| \| Ulster Unionist \| Ulster Unionist \| \| 24.4% \| 24.4% \| \| SDLP \| SDLP \| \| 21.8% \| 21.8% \| \| Vanguard \| Vanguard \| \| 17.9% \| 17.9% \| \| DUP \| DUP \| \| 15.4% \| 15.4% \| \| Alliance \| Alliance \| \| 10.3% \| 10.3% \| \| Unionist Party NI \| Unionist Party NI \| \| 6.4% \| 6.4% \| \| NI Labour \| NI Labour \| \| 1.3% \| 1.3% \| \| Ind. Loyalist (UUUC) \| Ind. Loyalist (UUUC) \| \| 1.3% \| 1.3% \| \| Ind. Unionist \| Ind. Unionist \| \| 1.3% \| 1.3% \| |                      |  |       |       |
| Parliamentary seats |                      |  |       |       |
| |                      |  |       |       |
| Ulster Unionist | Ulster Unionist      |  | 24.4% | 24.4% |
| SDLP | SDLP                 |  | 21.8% | 21.8% |
| Vanguard | Vanguard             |  | 17.9% | 17.9% |
| DUP | DUP                  |  | 15.4% | 15.4% |
| Alliance | Alliance             |  | 10.3% | 10.3% |
| Unionist Party NI | Unionist Party NI    |  | 6.4%  | 6.4%  |
| NI Labour | NI Labour            |  | 1.3%  | 1.3%  |
| Ind. Loyalist (UUUC) | Ind. Loyalist (UUUC) |  | 1.3%  | 1.3%  |
| Ind. Unionist | Ind. Unionist        |  | 1.3%  | 1.3%  |

## Membres dirigeants
Un certain nombre d'éminents politiciens d'Irlande du Nord ont été élus au NICC, augmentant l'espoir que l'organisme pourrait atteindre certains de ses objectifs. Ont également été élus des personnalités plus jeunes qui sont devenues des personnalités de premier plan dans le futur de la politique en Irlande du Nord. Ceux-ci comprenaient :
- Glenn Barr – VPUP
- Lord Brookeborough – UPNI
- William Craig – VPUP
- Austin Currie – SDLP
- Reg Empey – VPUP
- Brian Faulkner – UPNI
- Gerry Fitt – SDLP
- John Hume – SDLP
- James Kilfedder – UUP
- Seamus Mallon – SDLP
- Oliver Napier – APNI
- Ian Paisley – DUP
- Martin Smyth – UUP
- John Taylor – UUP
- David Trimble – VPUP
- Harry West – UUP

### Sources
- Northern Ireland Constitutional Convention Elections 1975